# SN 2010fo
SN 2010fo – supernowa typu Ia odkryta 6 czerwca 2010 roku w galaktyce A161853+5546. W momencie odkrycia miała maksymalną jasność 22,00m.